# Panaxia luctuosa
Panaxia luctuosa är en fjärilsart som beskrevs av Charles Oberthür 1911. Panaxia luctuosa ingår i släktet Panaxia och familjen björnspinnare. Inga underarter finns listade i Catalogue of Life.